# Lo Pin (Gard)
Lo Pin (en francès Le Pin) és un municipi francès situat al departament del Gard i a la regió d'Occitània.